# 陈立典
陈立典（1963年3月—），男，汉族，福建政和人，中国中西医结合康复学专家，福建中医药大学教授，主任医师，博士生导师，享受国务院政府特殊津贴专家。现任福建中医药大学党委书记，福建省科协副主席，中国康复医学会会长。